# الشاي (وجبة)

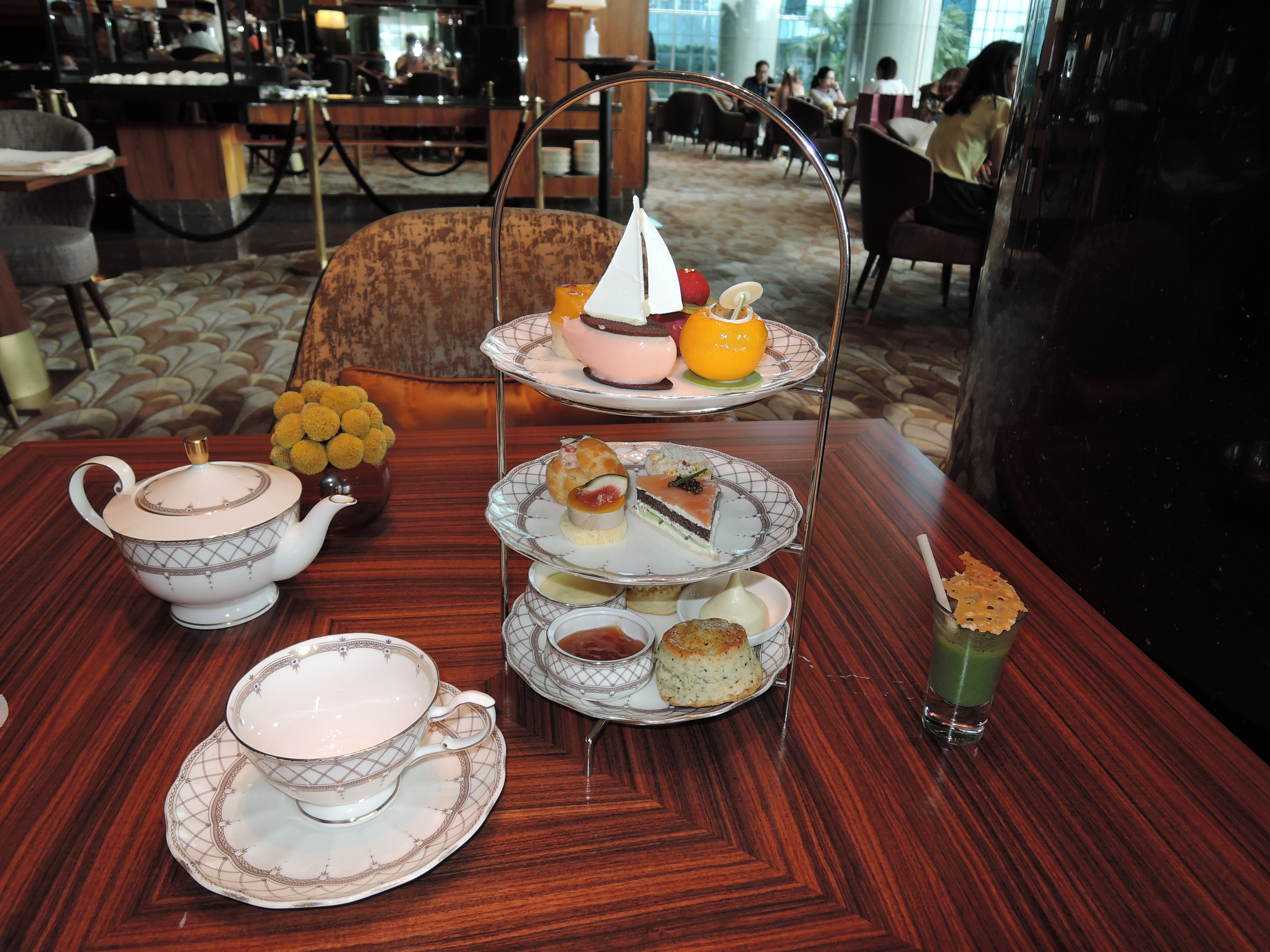
شاي بعد الظهر مع الكعك والمربى والكعك الصغير في فندق جراند حياة هونج كونج

الشاي (وجبة)، بالإنجليزية Tea (meal)- هو عبارة عن مصطلح يتضمن في معناه عدة وجبات مختلفة تتكون من مجموة من الأطعمة (الخفيفة في الغالب)، والتي تكون في الغالب مصحوبة بتناول الشاي. تصف الكاتبة الإنجليزية إيزابيلا بيتون، والتي حظيت كتبها عن الاقتصاد المنزلي بقراءة واسعة النطاق في القرن التاسع عشر، وجبات من أنواع مختلفة، وتقدم قوائم لــ "الشاي على الطراز القديم"، و"الشاي في المنزل"، و"الشاي العائلي"، و"الشاي بعد الظهيرة".
عادة ما يكون الوقت الذي يتم فيه تناول الشاي، هو الوقت ذاته الذي يتم فيه تناول هذه الوجبة، والذي يكون في الفترة من منتصف بعد الظهر إلى وقت مبكر من المساء. يرتبط الشاي بوصفه وجبة بالمملكة المتحدة، وبعض دول الكومنولث. حيث يستبدل بعض الأشخاص في بريطانيا وأستراليا مسمى وجبتهم الرئيسية في المساء باسم "الشاي" بدلاً من " وجبة العشاء الرئيسية "، أو وجبة العشاء الخفيفة، ويختلف استخدام "الشاي" باختلاف الطبقة الاجتماعية، ويمكن أن يشير "الشاي" إلى وجبة خفيفة. استراحة الشاي هو المصطلح المستخدم للإشارة إلى فترة استراحة العمل، سواء أكان ذلك في الصباح أو بعد الظهر لتناول كوب من الشاي أو مشروب آخر.
العناصر أو المكونات الأكثر شيوعًا في وجبة الشاي هي المشروب نفسه، مع الكعك أو المعجنات، والخبز والمربى، وربما السندويتشات؛ هذه هي العناصر الأساسية التي تتكون منها وجبات "شاي بعد الظهيرة التقليدية"، والتي يتم تقديمها من قبل الفنادق بأسعار باهظة في لندن.

## تاريخ

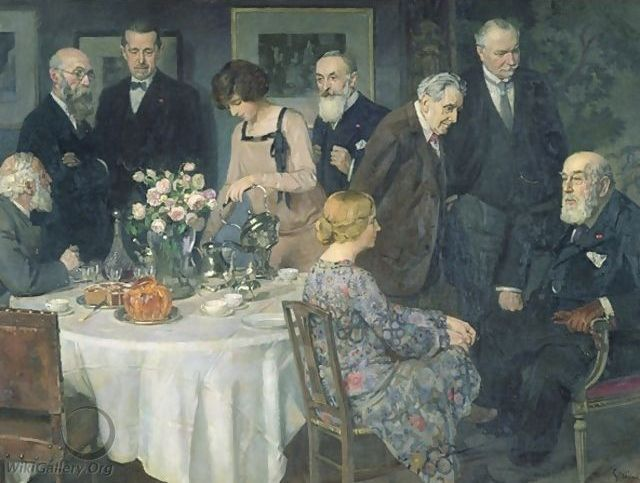
Thé avec des Artistes ("الشاي مع الفنانين")، جول جرون ، 1929

لقد تغير توقيت تناول وجبة "الشاي" عبر القرون، وذلك استجابة لتغير توقيت وجبة العشاء الرئيسية. حتى أواخر القرن الثامن عشر، كان يتم تناول وجبة العشاء الرئيسية فيما يسمى الآن " وقت الغداء "، أو في وقت مبكر بعد الظهر، ووجبة العشاء الخفيفة كانت وجبة متأخرة وخفيفة. ما زال العشاء الرئيسي وجبة منتصف النهار في بعض المناطق. وقد بدأ موعد العشاء يتغير تدريجيًا، وسط الكثير من الجدل، حتى وصل بحلول عام 1900م تقريبًا إلى موعده الحالي، في معظم الأماكن، وهو المساء. في البداية، كانت وجبة "الشاي" تُقدم غالبًا في وقت مبكر من المساء، بعد حوالي ثلاث أو أربع ساعات من تناول وجبة العشاء الرئيسية في منتصف النهار؛ وكانت هناك نسخة أخرى من وجبة الشاي، يتم تقديمها في وقت لاحق، بعد وجبة العشاء الخفيفة وقبل النوم.

وفي عام 1804م، كتب ألكسندر بلتازار لوران جريمود دي لا رينيير (باللغة الفرنسية) عن "شاي بعد الظهيرة" في سويسرا:
في تمام الساعة الخامسة مساءً تقريبًا، تقوم سيدة المنزل، في وسط غرفة الجلوس، بإعداد الشاي بنفسها، والذي يكون مُحلى بالكاد ببضع قطرات من الكريمة الغنية؛ ترافقها شرائح سخية من الخبز بالزبدة. هذا هو الشاي السويسري بكل بساطته. ومع ذلك، في معظم المنازل الفخمة، يتم إضافة القهوة والمعجنات الخفيفة بجميع أنواعها، والكثير منها غير معروف في باريس، والفواكه المحفوظة أو المسكرة، والمعكرونة، والبسكويت، والنوجا، وحتى الآيس كريم.

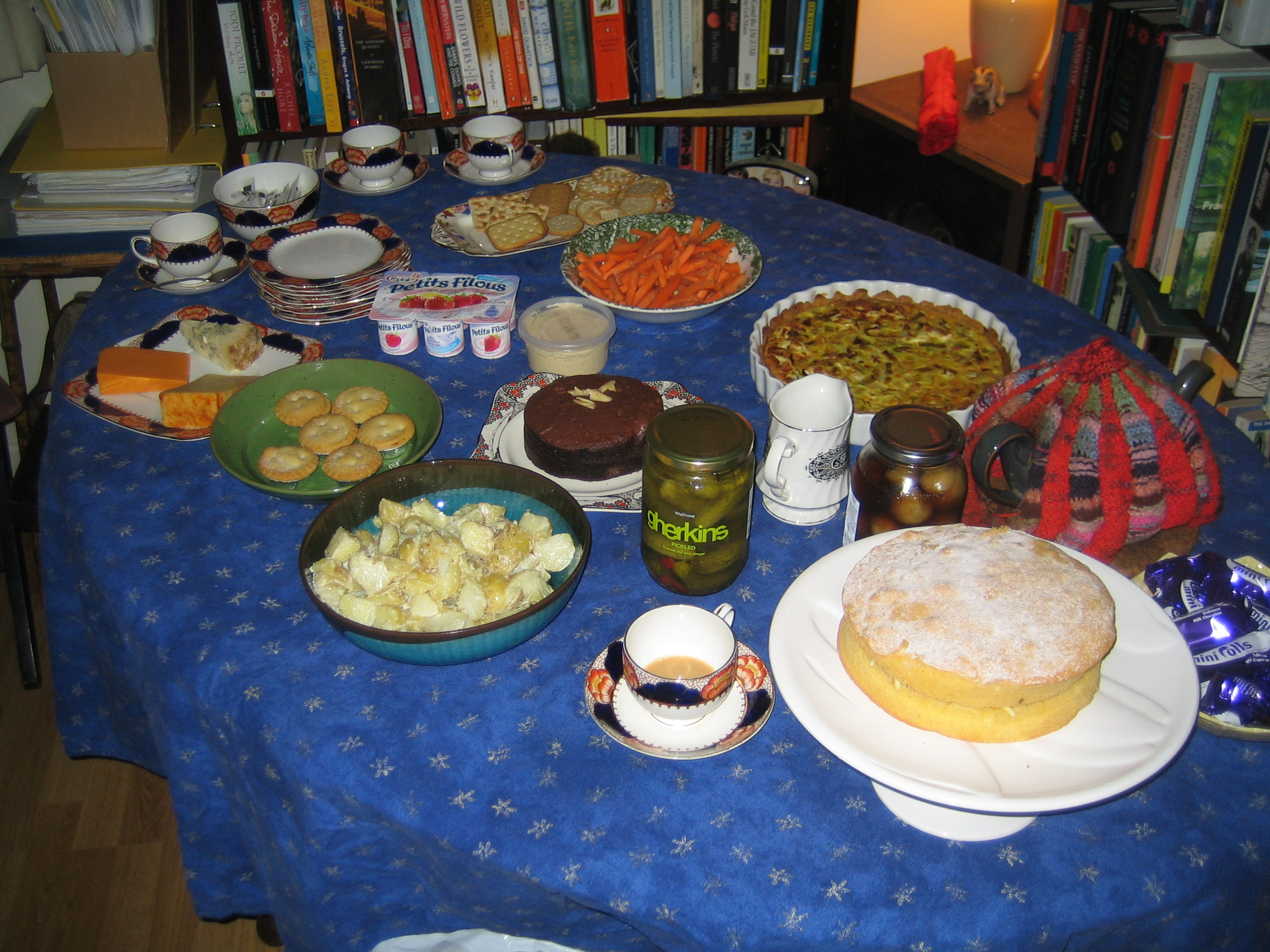
طاولة تتضمن وجبة شاي ما بعد الظهيرة

بدأ الالتزام بهذه العادة بين الطبقات الاجتماعية الثرية في إنجلترا في أربعينيات القرن التاسع عشر. وتم ابتكار مثل هذه الطقوس من قبل دوقة بيدفورد السابعة، آنا ماريا راسل، إحدى وصيفات الملكة فيكتوريا، في حوالي عام 1840م. فبسبب الامتداد الحضري والصناعي المتزايد، أصبح الأثرياء الإنجليز يتناولون وجباتهم المسائية في أوقات متأخرة من الليل، ولكنهم كانوا لا يزالون يتناولون الغداء في منتصف النهار. وقد أصاب الملل الدوقة آنا ماريا، بسبب وقت الفراغ بين الوجبتين، كما أنها كانت تتضور جوعًا، لذلك طلبت أن يتم توصيل بعض الشاي والخبز والزبدة والكعك إلى غرفتها في وقت متأخر من بعد الظهر، ومن هنا "نشأت طقوس بعد الظهيرة".
وبعد ابتكار طقوس شرب الشاي بعد الظهيرة، بدأت دوقة بيدفورد بدعوة أصدقائها للانضمام إليها. وبما أن هؤلاء الأصدقاء كانوا أيضًا من أفراد البلاط الملكي، فقد علمت الملكة فيكتوريا بهذه العادة الوليدة، وأبدت الموافقة عليها على الفور، بعد أن أحبت الفكرة. وبحلول الثمانينيات من القرن التاسع عشر، كانت جلالتها قد تبنت هذه الطقوس بنفسها، وكانت تقيم حفلات شاي رسمية في قصورها. وكانت تستمتع بشرب الشاي وتتناول معه كعكة خفيفة بكريمة الزبدة والتوت الطازج، والتي عرفت لاحقًا بكعكة فيكتوريا الإسفنجية.
كان شاي ما بعد الظهيرة حدثًا اجتماعيًا خاصًا بسيدات المجتمع، ولكن بعدما أقامته الملكة فيكتوريا بنفسها أصبح مناسبة رسمية واسعة النطاق تعرف بحفلات الشاي. وكانت تلك الحفلات تضم المئات من الضيوف بدعوة مفتوحة من الساعة الرابعة مساءً وحتى السابعة مساءً.

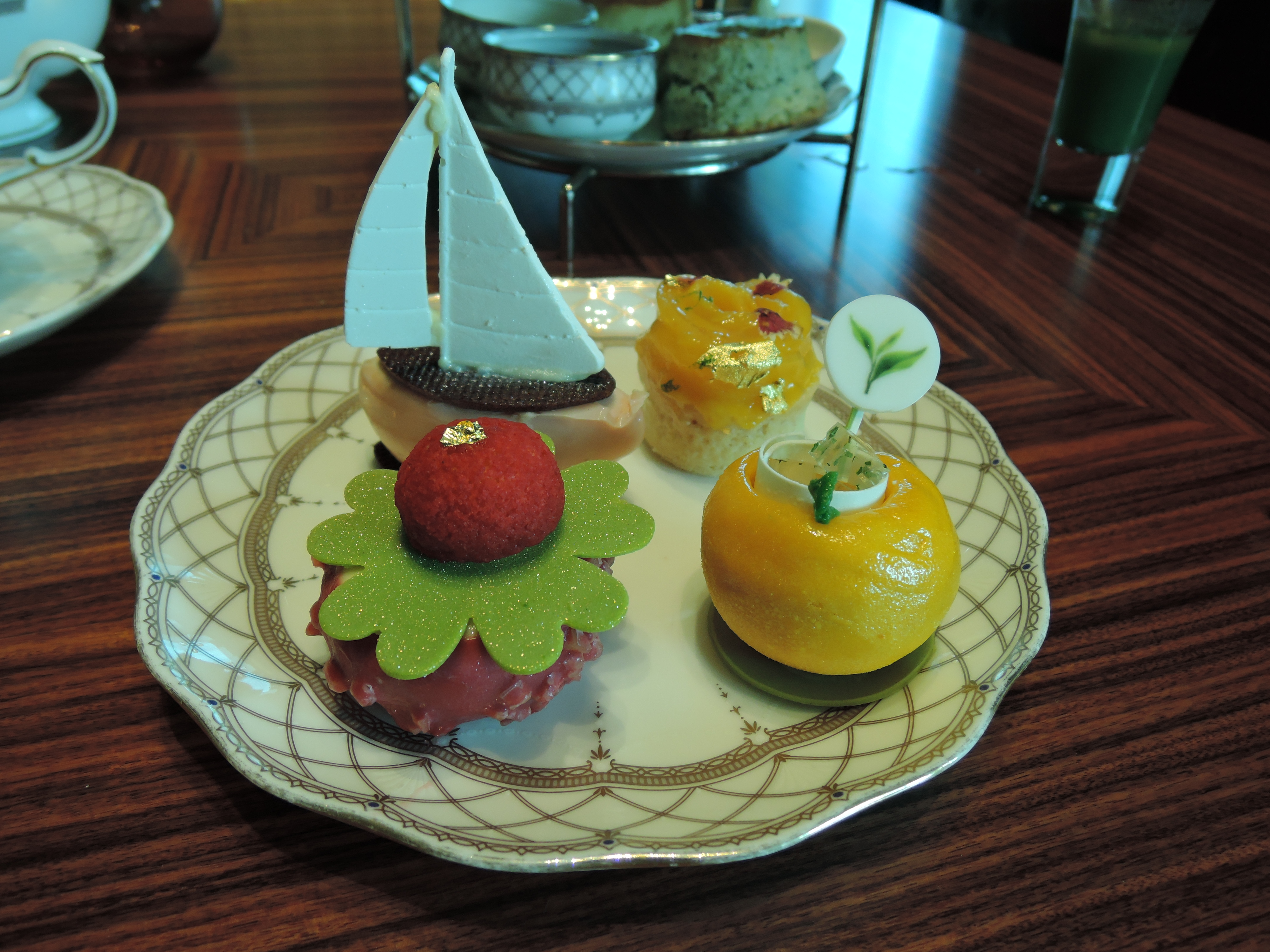
وجبة شاي ما بعد الظهيرة صيفًا

وتعد "وجبة الشاي" الإنجليزي من المأكولات والأطباق التي يصعب تحديد تاريخها وهويتها، وذلك بسبب التغيرات التي تطرأ عليها باستمرار. ووجبة الشاي الإنجليزي لا تعني فقط تناول كوب من الشاي، وإنما تتضمن أيضًا السندويتشات بأنواعها، مع تشكلية متنوعة من الكعك، ويتناولها الناس في فترة ما بعد الظهر، بين الفطور والعشاء، فقبل دخول الشاي إلى المطبخ الإنجليزي كانت وجبات اليوم الواحد، عبارة عن وجبتيين رئيسيتين هما الفطور والعشاء. وقد انتشر الشاي بوصفه وجبة في إنجلترا مع بدايات الثورة الصناعية خاصة مع بدايات النصف الثاني من القرن التاسع عشر.
القائمة التقليدية لوجبة شاي ما بعد الظهيرة، ليس لمحتوياتها اية شروط، ولكنها تحوي عادة شطائر وحلويات متنوعة، فقد تحتوي مثلاً على شطائر ومخبوزات "سكونز" والتي تقدم مع القشطة والمربى، ومعجنات حلوة وكعك. ومن بين وجبات الشاي، التي كان يتم تناولها نذكر:
- وجبة الشاي مع القشطة، وتتكون من الشاي والكعك والكريمة.
- وجبة الشاي الخفيفة، تتكون من الشاي والكعك وبعض الحلويات.
- وجبة الشاي الكاملة، وتتكون من الشاي وسندويتشات الجبنة واللحوم بأنواعها المختلفة بالإضافة إلى الحلويات.

## شاي بعد الظهيرة

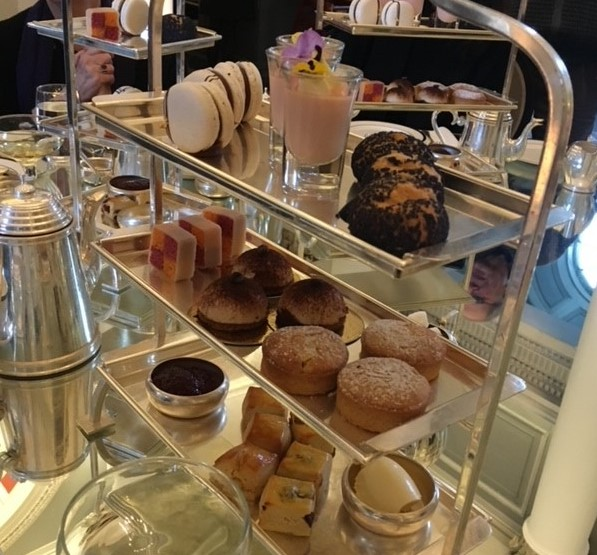
شاي بعد الظهر على برج تقديم فضي في فندق في إدنبرة

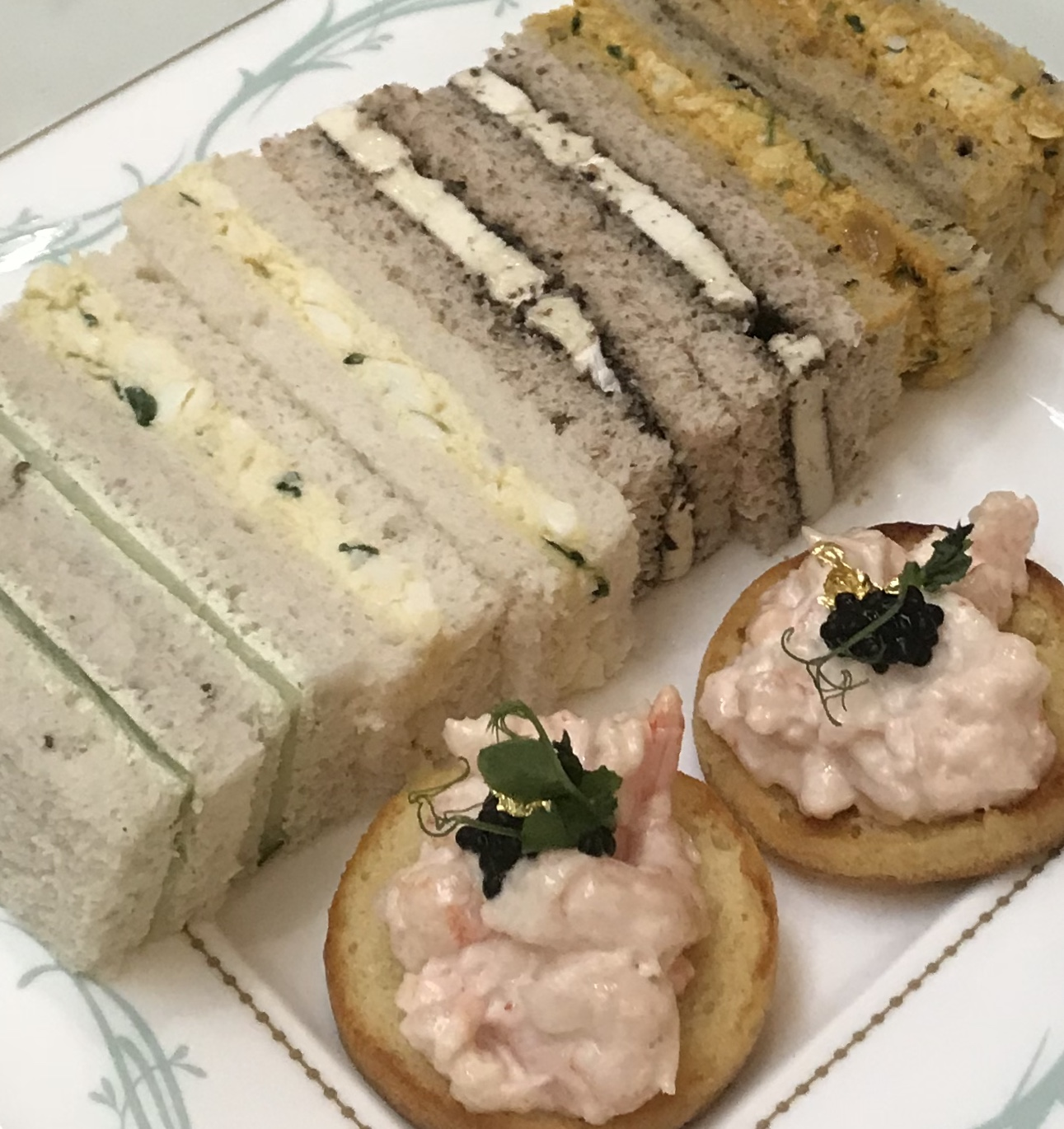
ساندويتشات الأصابع: خيار، بيض، جبن، دجاج بالكاري، مع مقبلات الروبيان تقدم أثناء تناول الشاي في فندق سافوي في لندن.

شاي بعد الظهيرة، هو وجبة خفيفة يتم تناولها عادة بين الساعة 3:30 مساءً و5 مساءً، وكانت الوجبة تتكون في العادة من شرائح رقيقة من الخبز والزبدة، والسندويشات الرقيقة (عادةً شطائر الخيار أو شطائر البيض والجرجير) وعادةً الكعك والمعجنات (مثل كعكة باتنبرج أو كعكة فيكتوريا الإسفنجية ). وتكون الساندويتشات في العادة مقطعة إلى قطع صغيرة، إما على شكل مثلثات أو أصابع، ومضغوطة بشكل رقيق. وعادة كان لا يتم تقديم البسكويت فيها.
في هذه الأيام، أصبح تناول وجبة شاي بعد الظهيرة رسميًا، بمثابة مناسبة خاصة، يتم تناولها كنوع من الهدية في الفندق. وغالبًا ما يتم تقديم الوجبة على حامل متعدد الطبقات (برج تقديم)؛ وقد لا يكون هناك شطائر، ولكن خبز أو كعك مع زبدة ومربى، أو خبز محمص، أو كعك المافن أو الكعك الإنجليزي.
وما زال تناول وجبة شاي بعد الظهيرة تقليدًا شائعًا في دول الكومنولث، وخاصة في الفنادق الفاخرة. ففي لندن، تتنافس الفنادق الكبرى على جوائز جلسات شاي بعد الظهبرة السنوية. وعلى سبيل المثال حصل فندق"كافيه رويال" بلندن على لقب أفضل الوجبات التقليدية لشاي ما بعد الظهيرة، وذلك من خلال حفل جوائز جلسات شاي بعد الظهيرة لعام 2017م. وفي كندا، تعتبر مراسم تناول شاي بعد الظهيرة في الفنادق الكبرى للسكك الحديدية تقليدًا معروفًا في جميع أنحاء البلاد. وفي أستراليا، تقدم أماكن مختلفة في جميع أنحاء البلاد، بدءًا من فندق وندسور في ملبورن، الذي قدم الشاي لأول مرة في عام 1883م، إلى الفنادق التي تم افتتاحها في القرن الحادي والعشرين، مجموعة متنوعة من أنواع وجبات شاي بعد الظهيرة، بما في ذلك وجبات الشاي التقليدية والحديثة والجديدة. وفي الولايات المتحدة، تعد "صناعة شاي بعد الظهيرة" من اختصاص الفنادق السياحية بشكل أساسي.

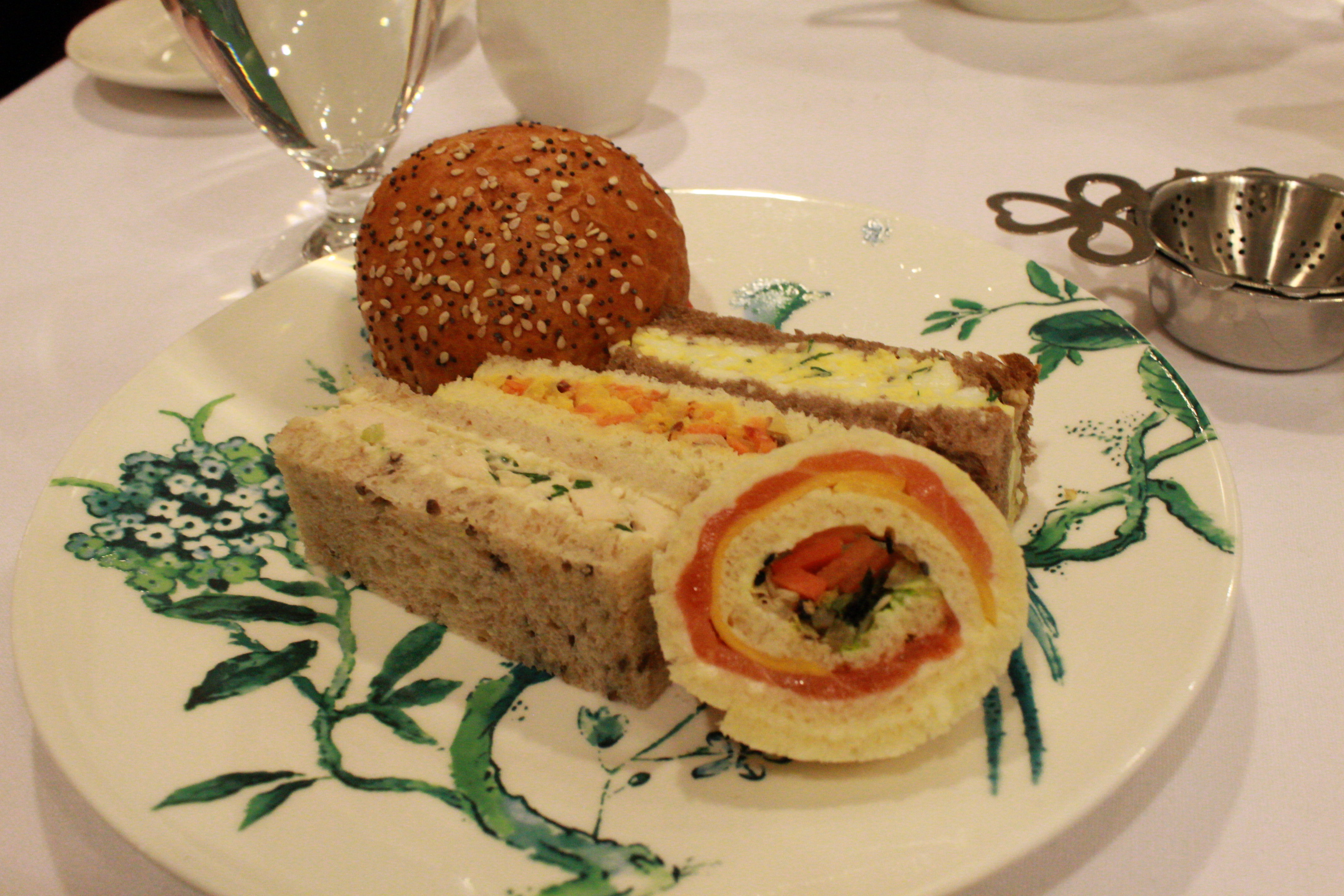
مجموعة مختارة من ساندويتشات الشاي بعد الظهر النموذجية في فندق King Edward في تورنتو.

## شاي كريمي
ترتبط هذه الوجبة الخفيفة، والتي غالبًا ما تكون جزءًا من شاي بعد الظهيرة أو شكلًا منه، بعدة مناطق في إنجلترامثل: كورنوال، وديفون، ودورست، وسومرست. والتي تتكون عادة من الكعك، والقشدة، ومربى الفراولة، والشاي للشرب. بعض الأماكن توفر الزبدة بدلاً من الكريمة المخفوقة. وفي أستراليا، يُشار إليها عادةً باسم شاي ديفونشاير.

## شاي ما قبل المساء
وجبة الشاي هي وجبة يتم تناولها في وقت متأخر من بعد الظهر، أو في وقت مبكر من المساء، وترتبط أحيانًا بالطبقة العاملة والزراعة، وتناول الطعام بعد المباريات الرياضية. يتم تناولها عادة بين الساعة 5:00 مساءً و 7مساءً. وكان يُطلق عليها أحيانًا في فترات ماضية اسم "شاي اللحوم". 

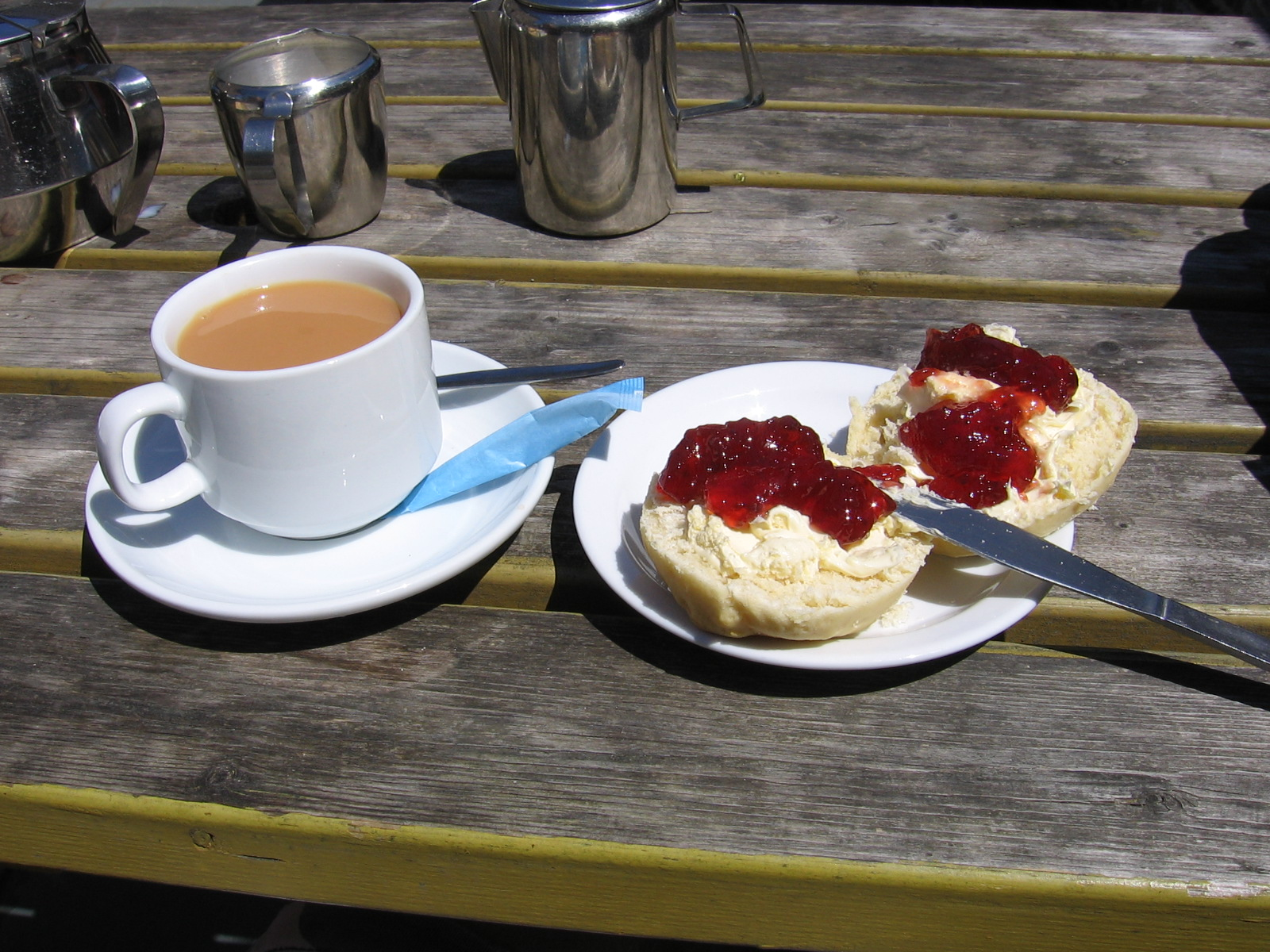
شاي كريم ديفون، يتكون من الشاي المأخوذ مع الكعك والقشدة المخفوقة والمربى

في بعض أجزاء المملكة المتحدة (أي شمال إنجلترا، وشمال وجنوب ويلز، واسكتلندا، وبعض المناطق الريفية ومناطق الطبقة العاملة في أيرلندا الشمالية)، يطلق السكان بشكل تقليدي على وجبة منتصف النهار اسم وجبة العشاءالرئيسية، وعلى وجبة المساء اسم الشاي (يتم تقديمها حوالي الساعة 6 مساءً)، بينما في أماكن أخرى يطلق السكان على وجبة منتصف النهار اسم الغداء، وعلى وجبة المساء (التي يتم تقديمها بعد الساعة 7 مساءً) وجبة العشاء الرئيسية (إذا كانت رسمية) أو وجبة العشاء الخفيفة (إذا كانت غير رسمية).

تتكون وجبة الشاي عادة من طبق لذيذ (سواء كان ساخنًا أو قطعًا باردة من اللحوم مثل سلطة لحم الخنزير )، ويتبعه الكعك والخبز والزبدة والمربى، وجميعها يكون مصحوبًا بالشاي. في مؤلف " التاريخ الاجتماعي لبريطانيا" الصادر عن جامعة كامبريدج، 1750-1950م، تم تعريف الشاي بعد الظهر على النحو التالي:
كانت السمة الأساسية هي زيادة وجبة تعتمد بشكل أساسي على الخبز والزبدة والشاي من خلال تضمين نوع من الأسماك أو اللحوم المطبوخة عادة في مقلاة. 
يُستخدم التعبير "لقد تناولت الشاي بالفعل"، وتعني "أتخيل أنك تناولت الشاي بالفعل"، للسخرية من سكان إدنبرة باعتبارهم بخلاء في حسن الضيافة. وقد تم إنتاج مسلسل كوميدي يحمل هذا الاسم على إذاعة BBC 4 بواسطة الممثل الكوميدي الأسكتلندي ديفيد جرايم جاردن Graeme Garden والممثل الإنجليزي باري كراير Barry Cryer.

## أستراليا وجنوب أفريقيا ونيوزيلندا

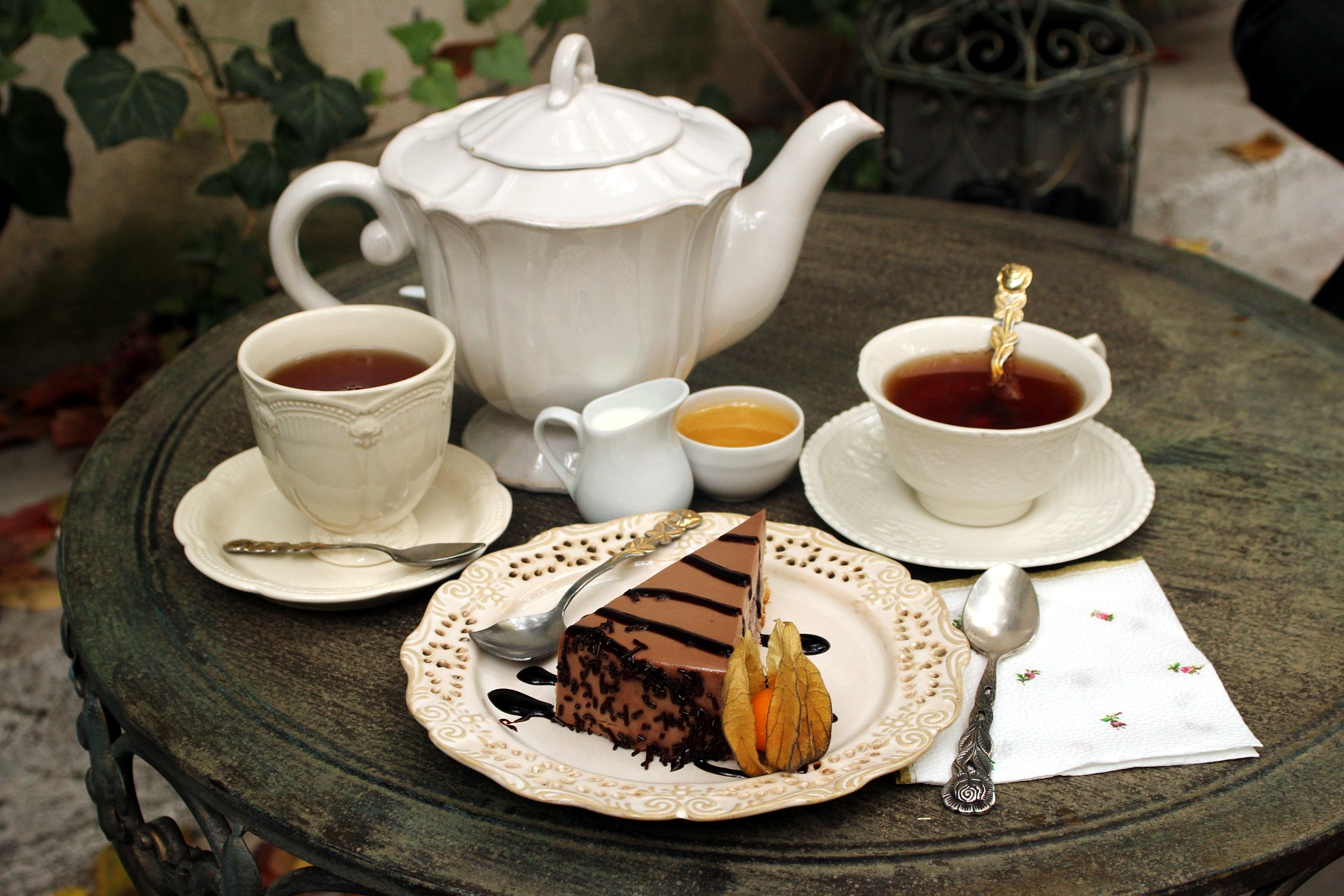
وجبة شاي مع الكيك

في دول جنوب أفريقيا ونيوزيلندا وأستراليا، يُطلق على التجمعات الاجتماعية الصغيرة، غير الرسمية، والتي تقام عادةً في منزل أحد الأشخاص؛ من أجل تناول الشاي ووجبة خفيفة (مثل البسكويت أو الكعك أو شرائح الكعك أو السندويشات) في فترة منتصف ما بعد الظهر، اسم "شاي بعد الظهيرة". وبشكل عام، فإن أي وجبة خفيفة يتم تناولها في فترة منتصف ما بعد الظهر، مع الشاي (أو بدونه) أو أي مشروب ساخن آخر، ربما يُشار إليها أيضًا باسم "شاي بعد الظهيرة". وعندما يتم تناولها في فترة منتصف الصباح، بدلاً من فترة منتصف ما بعد الظهر، يتم استخدام مصطلح "شاي الصباح" بدلاً من "شاي بعد الظهر"، وذلك في كل من أستراليا ونيوزيلندا. وقد تراجعت شعبية هذه الاستخدامات في السنوات الأخيرة، بالتزامن مع انتشار ثقافة القهوة، وخاصة في أستراليا. ويستخدم مصطلح شاي بعد الظهيرة الآن في نصف الكرة الجنوبي، بهدف وصف حفلات الشاي الرسمية بعد الظهر. والتي غالبًا ما تقام خارج المنزل الخاص، في أماكن المناسبات أو الفنادق أو ما شابه ذلك.
في أستراليا ونيوزيلندا، غالبًا ما يُسمون وقت الراحة من العمل أو المدرسة في فترة منتصف الصباح باسم "شاي الصباح"، ووقت الراحة في منتصف فترة ما بعد الظهر باسم "شاي بعد الظهيرة"، سواء أكان الشاي يُشرب أم لا. ومن جانب آخر يتم استخدام كلمة " سموكو "، والتي تعني في الأصل استراحة للتدخين، أيضًا بوصفها لغة عامية للإشارة إلى الاستراحة، وخاصة للأشخاص الذين يعملون في الأعمال اليدوية.
في أستراليا ونيوزيلندا، يشير الشاي أيضًا إلى "وجبة العشاء الرئيسية".